# American Horror Story: Coven
La tercera temporada de la sèrie antològica de televisió de FX de terror, anomenada American Horror Story. Es va estrenar el 9 d'octubre de 2013 i va concloure el 29 de gener de 2014. La temporada transcorre el 2013, a Nova Orleans, i segueix un aquelarre de bruixes de Salem durant la seva lluita per la supervivència. També compta amb records dels anys 1830, 1910, i 1970.
En aquesta temporada tornen membres del repartiment de la temporada anterior com: Robin Bartlett, Frances Conroy, Jessica Lange, Sarah Paulson, Evan Peters i Lily Rabe. Taissa Farmiga, Jamie Brewer, Denis O’Hare, i Alexandra Breckenridge també retornen a la sèrie.
Igual que els seus predecessors, Coven va ser rebuda amb la majoria de crítiques positives i alts ràtings, amb l'episodi d'estrena atraient que aconseguí una alta suma de 5.540.000 d'espectadors. La temporada va guanyar disset nominacions als “Premis Emmy”, incloent la “Millor minisèrie” i cinc nominacions per Jessica Lange, Sarah Paulson, Angela Bassett, Frances Conroy, i Kathy Bates, amb Lange i Kathy Bates guanyant les seves respectives categories d'actuació. A més, Coven va ser nominada al "Globus d'Or a la millor minisèrie o telefilm".
A la cinquena temporada de la sèrie, Hotel, Gabourey Sidibe va repetir el seu paper com Queenie a l'onzè episodi de la temporada.

## Argument
La tercera temporada segueix un aquelarre de descendents de Salem que resideixen dins de l'Acadèmia de la senyoreta Robichaux a Nova Orleans. Zoe Benson (Taissa Farmiga) és enviada allà després de descobrir el seu fosc poder: ella pot induir màgicament una hemorràgia cerebral a qualsevol home tenint relacions sexuals amb ell. En arribar, es troba amb Madison Montgomery (Emma Roberts), una telequinètica i abusadora de drogues que solia ser una estrella del cinema infantil; Queenie (Gabourey Sidibe), una descendent de Salem amb el poder d'infligir ferides als altres fent-se mal a si mateixa, sense sentir cap dolor, o sigui, és una nina vudú humana; i Nan (Jamie Brewer), una clarivident enigmàtica que pot escoltar els pensaments dels altres.
L'Acadèmia està a càrrec de la directora Cordelia Foxx (Sarah Paulson), que sempre ha viscut a l'ombra de la seva mare, Fiona Goode (Jessica Lange). Fiona és la “Suprema” de l'Aquelarre, una bruixa nascuda en cada generació que encarna innombrables dons i habilitats màgiques, concretament, les Set Meravelles de la bruixeria. L'Acadèmia és atesa per Spalding (Denis O'Hare), un majordom mut que té una relació misteriosa amb Fiona. L'Aquelarre és avaluat pel Consell de Màgia, que inclou el vell rival de Fiona i la figura materna de Cordelia, Myrtle Snow (Frances Conroy).
En una festa, Zoe coneix el president de la fraternitat Kyle Spencer (Evan Peters), que li agrada ella. Madison és violada en grup pels germans de la fraternitat de Kyle i, com a venjança, utilitza el seu poder per capgirar el seu autobús, matant a Kyle i sis persones més. Dos dels nois sobreviuen i se’n van a cures intensives a l'hospital, on la Zoe arriba per matar el violador restant amb el seu poder. Per pagar Zoe per la seva ajuda, Madison reviu Kyle: ajunta les extremitats retallades dels seus germans de la fraternitat al seu cap, ja que estava desmembrat, i llança un encanteri de resurrecció, però ell torna espantat i ingenu. Es revela que la mare de Kyle abusava sexualment d'ell, el que fa difícil per a ell de confiar en el contacte físic. El seu cadàver reanimat atreu Misty Day (Lily Rabe), una bruixa que es va ressuscitar a si mateixa després de ser cremada a la foguera.
Mentrestant, Fiona és maleïda amb un càncer intractable a causa de l'alçament d'una nova Suprema. Ella intenta, en va, de recuperar la seva joventut i curar-se a si mateixa. La sacerdotessa vudú, rival de les bruixes de Salem, Marie Laveau (Angela Bassett), ha guanyat la immortalitat pel tracte amb el diable vudú, Papa Legba (Lance Reddick). Fiona allibera la presonera immortal de Marie, l'assassina d'esclaus del segle xix Delphine LaLaurie (Kathy Bates), que es converteix en la minyona de l'Acadèmia. Ella lluita per adaptar-se al món modern a causa del seu racisme inherent. Fiona creu que Madison és la següent Suprema i li talla la gola; Spalding l'ajuda a encobrir l'assassinat. Zoe descobreix els secrets de Spalding i el mata, convertint-lo en un fantasma que ronda per l'Acadèmia. Cordelia és encegada per un atac d'àcid dels caçadors de bruixes, un dels quals és el seu marit. Myrtle és incriminada per Fiona, amb l'ajuda de Queenie, i és cremada a la foguera.
El 1919 les bruixes de l'Acadèmia van matar l'infame assassí en sèrie “L'home de la destral” (Danny Huston), l'esperit del qual està atrapat a l'interior de l'Acadèmia. Ell s'allibera quan Zoe intenta posar-se en contacte amb el fantasma de Madison a través de la ouija. A continuació, comença un pervers romanç amb Fiona. Misty reviu Myrtle i Madison, les quals tornen amb nocions de venjança; Madison sedueix Kyle a l'esquena de Zoe, i Myrtle mata el Consell de Màgia. Queenie s'uneix a la tribu vudú i entrega Delphine, que és torturada i decapitada, però roman viva. El marit de Cordelia, Hank (Josh Hamilton), mata la tribu vudú i gairebé mata Marie, tot i que Queenie utilitza els seus poders sobre Hank disparant-se al cap, causant la mort de l'home.
Marie, desesperada, s'uneix a l'Acadèmia, i ella i Fiona ofeguen Nan amb la finalitat de complir el tracte amb Legba i retirar una candidata per a Suprema. Queenie torna amb una Delphine unida del tot. Tot seguit, Marie, Fiona i “L'home de la destral” maten els caçadors de bruixes. El fantasma de Spalding ajuda Delphine a esquarterar el cos de Marie. Madison intenta eliminar la competència per ser Suprema sepultant Misty, però ella és reviscuda amb l'ajuda de Queenie i Cordelia. Queenie mata Delphine després de fer un tracte amb Legba per tornar-li la seva mortalitat. Marie i Delphine són desterrades a l'infern per tota l'eternitat a causa de les seves accions en vida. Fiona fa que el “L'home de la destral” cregui que ell l'ha assassinada i les bruixes el maten a canvi.
L'aquelarre comença a buscar a la propera Suprema amb la prova de les Set Meravelles. Misty i Zoe moren intentant dur a terme diferents proves. Queenie és desqualificada quan no és capaç de reviure Zoe. Madison pot, però s'hi nega, i, tota enrabiada, se’n va després de no passar una prova. A continuació Kyle la mata per no salvar Zoe, Cordelia entra en la competició i reviu Zoe exitosament. Ella es converteix en la nova Suprema, recupera la seva vista, i revela l'aquelarre al món. Myrtle és cremada una vegada més per l'assassinat del Consell, Zoe i Queenie són nomenades membres del Consell, i Kyle es converteix en el nou majordom. Fiona torna a l'aquelarre viva, però marcida pel càncer. Ella fa les paus amb Cordelia abans de morir en els seus braços i és desterrada a l'infern amb “L'home de la destral”. Cordelia, Zoe, Queenie, i Kyle obren les portes de l'Acadèmia, donant la benvinguda al nou reclutament de bruixes.

## Repartiment i personatges

### Personatges principals
- Sarah Paulson com a Cordelia Foxx
- Taissa Farmiga com a Zoe Benson
- Frances Conroy com a Myrtle Snow
- Evan Peters com a Kyle Spencer
- Lily Rabe com a Misty Day
- Emma Roberts com a Madison Montgomery
- Denis O'Hare com a Spalding
- Kathy Bates com a Marie Delphine LaLaurie
- Jessica Lange com a Fiona Goode

### Invitats especials
- Angela Bassett com a Marie Laveau
- Gabourey Sidibe com a Queenie
- Danny Huston com a The Axeman
- Patti LuPone com a Joan Ramsey
- Stevie Nicks com ella mateixa

- Jamie Brewer com a Nan
- Josh Hamilton com a Hank Foxx
- Alexander Dreymon com a Luke Ramsey
- Lance Reddick com a Papa Legba
- Michael Cristofer com a Harrison Renard
- Leslie Jordan com a Quentin Fleming
- Robin Bartlett com a Cecily Pembroke
- Mike Colter com a David
- Riley Voelkel com a Young Fiona
- Christine Ebersole com a Anna-Lee Leighton
- Alexandra Breckenridge com a Kaylee
- Mare Winningham com a Alicia Spencer
- Michelle Page com a Young Myrtle Snow
- Grey Damon com a Brener
- Ian Anthony Dale com a Dr. David Zhong
- Lance E. Nichols com a Detective Sanchez
- Grace Gummer com a Millie
- Andrew Leeds com a Dr. Dunphy
- Gavin Stenhouse com a Billy
- P.J. Boudousqué com a Jimmy
- Kyle Secor com a Bill

### Personatges recurrents
- Ameer Baraka com a Bastien el Minotaure
- Dana Gourrier com a Chantal
- Raeden Greer com a Pauline LaLaurie
- Jennifer Lynn Warren com a Borquita LaLaurie
- Ashlynn Ross com a Marie Jeanne LaLaurie
- Scott Michael Jefferson com a Louis LaLaurie
- James DuMont com el Dr. Morrison

## Episodis
| Núm. en serie | Núm. en temp | Títol                                  | Dirigit per         | Escrit per                 | Data d'emissió original | Prod.codi | Espectadors (milions) |
| 26 | 1            | «Bitchcraft»                           | Alfonso Gómez-Rejón | Ryan Murphy i Brad Falchuk | 9 d'octubre de 2013     | 3ATS01    | 5,54                  |
| Zoe Benson planeja tenir sexe amb el seu xicot per primera vegada, però alguna cosa va malament. Zoe s'assabenta que és descendent de Salem i que és una bruixa. El seu poder provoca hemorràgies violentesi la mort a qui tingui sexe. Tement que la seva filla es converteixi en un perill per als qui l'envolten, els pares de Zoe l'envien a una escola privada de Nova Orleans que ensenya a les joves bruixes com sobreviure al món modern. En arribar, coneix a Madison Montgomery, una estrella de cinema adolescent mimada que pot moure objectes amb la seva ment, Nan, que pot escoltar els pensaments dels altres, i Queenie, que és una nina vudú humana. L'escola és propietat i està dirigida per Cordelia Foxx. Després que una jove bruixa anomenada Misty Day sigui cremada a la foguera, la mare separada de Cordelia, la bruixa suprema regnant i la més poderosa de la seva generació, Fiona Goode, arriba per assegurar-ne la protecció, per a disgust de Cordelia. Madison i Zoe assisteixen a una festa de fraternitat on Zoe coneix en Kyle, amb qui té una connexió instantània. Madison és drogada i violada a la festa de la fraternitat, però els nois són aturats per Kyle, que els persegueix, però és dominat i deixat inconscient, cosa que els permet fugir en un autobús de la festa. Com a venjança, Madison utilitza els seus poders per bolcar l'autobús mentre marxa, matant la majoria dels nois de la fraternitat, inclòs Kyle. La Fiona porta les noies d'excursió i Nan, en canvi, les porta a dins a una visita a la casa dels horrors de Madame LaLaurie on torturava esclaus per preservar la seva joventut i, finalment, Marie Laveau la mata com a venjança de la tortura del seu amant. Nan és capaç d'utilitzar les seves habilitats per localitzar una Madame LaLaurie encara viva sota la casa i a l'hospital la Zoe viola un dels germans que van sobreviure a l'accident per matar-lo per la seva part en violar la mort de Madison i Kyle. |              |                                        |                     |                            |                         |           |                       |
| 27 | 2            | «Boy Parts»                            | Michael Rymer       | Tim Minear                 | 16 d'octubre de 2013    | 3ATS02    | 4,51                  |
| Encara buscant ser perpètuament jove i bella, la Fiona qüestiona la seva nova captiva, Madame Delphine LaLaurie, que en l'episodi anterior va ser desenterrada d'una tomba sense senyal, encara viva. Delphine li diu a la Fiona que fa 180 anys, una sacerdotessa vudú anomenada Marie Laveauli va donar un elixir d'immortalitat, va matar la seva família i la va enterrar viva. Amb l'esperança de convertir-se també en immortal, la Fiona visita el Laveau encara viu en un saló de bellesa del 9th Ward i crea una rivalitat renovada entre les bruixes de Salem i els practicants del vudú. Mentrestant, la Zoe i la Madison decideixen fer un encanteri de resurrecció per tal de tornar a la vida en Kyle, un dels diversos membres de la fraternitat que Madison va assassinar. Quan Kyle es reanima com un monstre espantat i enfadat, la Zoe ha de buscar l'ajuda d'un nigromant solitari, Misty Day, la bruixa cremada a la foguera a l'episodi anterior. En un altre lloc, Cordelia i el seu marit Hank tenen problemes per concebre un fill, així que vol que ella faci un ritual de fertilitat, al qual procedeixen. |              |                                        |                     |                            |                         |           |                       |
| 28 | 3            | «The Replacements»                     | Alfonso Gómez-Rejón | James Wong                 | 23 d'octubre de 2013    | 3ATS03    | 3,78                  |
| La Madison i la Nan els agrada el nou veí del costat, Luke Ramsey, però tenen problemes amb la seva mare, Joan, massa religiosa. Després d'una trobada amb els Ramsey, Madison desenvolupa el poder de Pyrokinesis. Una Fiona debilitat s'assabenta que té un càncer terminal i creu que és causada per un dels estudiants que s'aixeca per ocupar el seu lloc com a Suprema. Després de saber del creixent poder de Madison, la Fiona la pren sota la seva ala. Li mostra a Madison què significa ser una bruixa real i fa que reveli un altre nou poder que posseeix. En adonar-se que és la propera Suprema, la Fiona planeja desfer-se d'ella. Mentrestant, la Zoe visita la mare angoixada de Kyle i el porta a casa, sense saber els seus veritables colors. Ella l'abusa sexualment. El seu metge li diu a la Cordelia que mai pot tenir un nadó i va a Marie Laveau per demanar ajuda. Com a càstig pels seus crims de tortura i maltractament d'esclaus el 1830, la racista Delphine LaLaurie es veu obligada per Fiona a fer de minyona dels estudiants, provocant tensió entre ella i Queenie. |              |                                        |                     |                            |                         |           |                       |
| 29 | 4            | «Fearful Pranks Ensue»                 | Michael Uppendahl   | Jennifer Salt              | 30 d'octubre de 2013    | 3ATS04    | 3,71                  |
| La Fiona li diu al majordom de la casa, Spalding, que es desfés del cos de Madison i rescata Queenie del Minotaure, una bèstia mitològica que Marie Laveau va enviar a l'Acadèmia. A casa d'en Kyle, la Zoe neteja ràpidament el desastre que va crear després de matar la seva mare, però acaba perdent-lo quan comença Halloween. Fora en un viatge "de negocis", Hank enganya a Cordelia amb la seva xicota, Kaylee, a qui després assassina a la seva habitació d'hotel. El Consell de la Bruixeria fa una visita sorpresa a l'Acadèmia per parlar de la desaparició de Madison. Després de rebre un espantós regal de la Fiona, Marie acaba oficialment amb la treva entre les bruixes i els practicants del vudú i demana als morts que causin estralls a l'Acadèmia. |              |                                        |                     |                            |                         |           |                       |
| 30 | 5            | «Burn, Witch. Burn!»                   | Jeremy Podeswa      | Jessica Sharzer            | 6 de novembre de 2013   | 3ATS05    | 3,80                  |
| Continuant amb l'últim episodi ambientat la nit de Halloween, la Zoe i els altres van a la defensa quan els zombis intenten entrar a l'escola. Davant la mort, Zoe allibera un nou poder. Madame LaLaurie tracta el fet que era una mare horrible quan veu les seves pròpies filles entre les hordes de zombis. Després que un atac a la Cordelia la deixi cega i indefensa, la Fiona també tracta el fet que era una mala mare. El Consell torna després dels atacs a Cordelia i les noies, però la Fiona aconsegueix persuadir-les perquè el cap creient del Consell, Myrtle Snow, va atacar a Cordelia a causa del seu rancor contra la Fiona. Myrtle és condemnada a cremar a la foguera per fer mal a una altra bruixa. Al final, Misty Day apareix i ressuscita Myrtle. |              |                                        |                     |                            |                         |           |                       |
| 31 | 6            | «The Axeman Cometh»                    | Michael Uppendahl   | Douglas Petrie             | 13 de novembre de 2013  | 3ATS06    | 4.16                  |
| La Zoe, la Queenie i la Nan decideixen unir-se com a Coven i utilitzar un tauler d'esperits per posar-se en contacte amb l'altre costat per trobar la Madison. Les noies acaben entrant en contacte amb l'esperit del llegendari assassí en sèrie, The Axeman of New Orleans.. Queenie adverteix a la Zoe que es mantingui allunyada d'aquest tipus de bruixeria perquè té conseqüències perilloses, però Zoe està decidida a esbrinar què va passar amb Madison. Zoe utilitza el tauler d'esperits sola i convoca l'Axeman, que vol alguna cosa a canvi d'ajudar-la a trobar Madison. Després de dècades de ser retingut dins dels murs de l'Acadèmia, li demana a Zoe que alliberi el seu esperit que va quedar atrapat allà pels seus antics estudiants. Una Cordelia, ara cega, desenvolupa el poder de Second Sight i s'assabenta de la indiscreció d'en Hank, el que fa que es preocupi perquè descobrirà el seu veritable secret de ser un caçador de bruixes. Madison és ressuscitada per Misty i Kyle es manté a l'Aquelarre. A més, la Fiona vol desesperadament tenir un últim romanç de remolí abans de morir inevitablement. |              |                                        |                     |                            |                         |           |                       |
| 32 | 7            | «The Dead»                             | Bradley Buecker     | Brad Falchuk               | 20 de novembre de 2013  | 3ATS07    | 4.00                  |
| La Fiona té una cita amb l'Axeman, que es complica pels efectes secundaris de la seva quimioteràpia. Mentrestant, Zoe llança un encanteri per restaurar la llengua de Spalding i l'interroga, matant-lo després que admeti que Fiona era l'autèntic assassí de Madison. Una Madison recentment ressuscitada s'uneix amb Kyle pel fet de ser no mort. La Delphine i la Queenie també s'apropen, i la Delphine li diu a la Queenie que les altres bruixes mai l'acceptaran de veritat a causa de la seva raça. La Queenie visita la Marie, que s'ofereix a deixar-la unir als practicants del vudú si li porta la Delphine. Després d'entrar en Kyle i Madison fent sexe, Zoe se sent traït per tots dos, però Madison afirma que els dos simplement haurien de compartir-lo. Zoe es nega, sabent que el minut que tinguin relacions sexuals el seu poder el matarà. Madison insisteix que no pot matar-lo perquè ja és mort; aquella nit Madison, |              |                                        |                     |                            |                         |           |                       |
| 33 | 8            | «The Sacred Taking»                    | Alfonso Gómez-Rejón | Ryan Murphy                | 4 de desembre de 2013   | 3ATS08    | 4,07                  |
| Misty i una Myrtle ressuscitada arriben a l'Aquelarre per escapar d'un caçador de bruixes. El Coven es prepara per al ritual de la presa sagrada; en què una bruixa Suprema es treu la vida per garantir la seguretat de l'Aquelarre, accelerant l'arribada del proper Suprem. A mesura que la salut de la Fiona comença a fallar, veu la Madison que diu ser la propera Suprema ressuscitant-se, i el càstig de la Fiona serà cremar-se a la foguera. Ella convenç a la Fiona d'empassar un grapat de pastilles, però més tard les vomita. A casa de Marie Laveau, la Delphine està tancada en una gàbia i es burla de les burles de la Marie. La Marie talla la mà de la Delphine com a advertència. Aquella nit, es porta a terme un atac quan un caçador de bruixes invisible dispara i mata Joan Ramsey i fereix en Luke. L'endemà al matí, la Fiona troba el cap de la Delphine LaLaurie en una caixa al porxo. |              |                                        |                     |                            |                         |           |                       |
| 34 | 9            | «Head»                                 | Howard Deutsch      | Tim Minear                 | 11 de desembre de 2013  | 3ATS09    | 3,94                  |
| Marie es burla de l'oferta de la Fiona d'una aliança, però més tard s'ha de reconsiderar quan el caçador de bruixes Hank posa la seva atenció en la seva tribu vudú. Es revela la història d'en Hank, que mostra com el seu pare el va entrenar per ser un caçador de bruixes i com va conèixer i encantar-se a la vida de Cordelia. Myrtle finalment es venja del Consell que la va trair. Mentrestant, Queenie intenta forçar la Delphine incorpórea a apreciar l'herència afroamericana moderna. La clarividència de Nan permet que un Luke en coma reveli un fosc secret de la família Ramsey. A més, Myrtle restaura els ulls de Cordelia i li permet tornar a veure. En fer-ho, Cordelia perd el seu poder de Segona Vista. Hank asalta la botiga de Marie matant a diversos practicants de vudú i ferint Marie abans de ser assassinat per Queenie. |              |                                        |                     |                            |                         |           |                       |
| 35 | 10           | «The Magical Delights of Stevie Nicks» | Alfonso Gómez-Rejón | James Wong                 | 8 de gener de 2014      | 3ATS10    | 3,49                  |
| Marie i Fiona formen una aliança incòmoda per protegir-se dels caçadors de bruixes. Mentrestant, Nan desenvolupa nous poders per poder llegir i controlar els pensaments de la gent. Madison intenta sabotejar la Zoe i les altres bruixes en la carrera per la Supremacia. La Fiona intenta mostrar a Misty les coses meravelloses que pot gaudir un Suprem, presentant- li Stevie Nicks. També es revela com Marie encara és bella i viva després de 300 anys. Nan s'assabenta que Joan va assassinar en Luke al seu llit d'hospital després que aquest amenacés amb revelar un secret familiar, i Nan torna a un camí fosc exigint una venjança igualment cruel i letal contra Joan, fent-la suïcidar. |              |                                        |                     |                            |                         |           |                       |
| 36 | 11           | «Protect the Coven»                    | Bradley Buecker     | Jennifer Salt              | 15 de gener de 2014     | 3ATS11    | 3,46                  |
| Un flashback a la dècada de 1830 revela els orígens de Delphine LaLaurie. Després de tornar a Nova Orleans des de París, tem que es cansarà de l'atmosfera de la ciutat. Aleshores descobreix la seva impactant atracció per la sang i la tortura. En l'actualitat, una Delphine recentment muntada pren un vell hobby per passar el temps. La Marie i la Fiona tenen una cara mortal amb caçadors de bruixes del Delphi Trust, mentre que Cordelia fa un sacrifici desesperat per protegir el Coven. Mentrestant, una Madison gelosa no accepta el fet que Kyle estigui enamorat de Zoe. Els dos discuteixen sobre qui el mereix més i la Madison utilitza la màgia per fer mal a la Zoe, amenaçant de tornar a desmuntar en Kyle. |              |                                        |                     |                            |                         |           |                       |
| 37 | 12           | «Go to Hell»                           | Alfonso Gómez-Rejón | Jessica Sharzer            | 22 de gener de 2014     | 3ATS12    | 3,35                  |
| Com que s'acosta la seva mort per càncer, la Fiona intenta compensar-se acomiadant-se de la Cordelia i donant-li una herència familiar. Cordelia recupera el seu poder de Segona Vista i preveu el futur esgarrifós de l'Aquelarre. Cordelia va a l'Axeman i comparteix les seves visions amb ell, cosa que més tard porta a l'assassinat de Fiona. Amb la Fiona desapareguda, les noies finalment s'uneixen com a Coven. A més, Queenie convoca Papa Legba i visita el seu propi infern personal. Més tard, Queenie mata a Delphine LaLaurie, matant inadvertidament a Marie (ja que Papa Legba va rescindir la seva immortalitat després de l'incompliment del contracte) i els dos es troben al seu infern real, que és una eternitat de Delphine sent torturada per Marie a la seva pròpia cambra de tortura. |              |                                        |                     |                            |                         |           |                       |
| 38 | 13           | «The Seven Wonders»                    | Alfonso Gómez-Rejón | Douglas Petrie             | 29 de gener de 2014     | 3ATS13    | 4,24                  |
| Zoe, Madison, Misty i Queenie es sotmeten a la prova de les Set Meravelles. Qui les realitza totes amb èxit és el següent Suprem. Al principi, les noies passen cada prova, fins a arribar al descensum, on han d'enviar els seus ànims a l'infern i tornar abans de la sortida del sol. Tots passen excepte Misty, l'esperit de la qual roman atrapat en el seu propi infern personal. El següent és l'acte de transmutació. Zoe s'empala a les portes de ferro de l'Acadèmia, provocant la seva mort. Queenie fracassa a la resurrecció, mentre que Madison es nega a tornar a la vida a Zoe. Myrtle convenç a Cordelia d'intentar les Set Meravelles, i ella les completa totes amb èxit mentre Madison falla en l'endevinació. Cordelia ressuscita Zoe i és coronada com la nova Suprema. Més tard, Myrtle demana que tornin a ser cremada a la foguera per les seves accions deshonroses d'assassinat i un nou començament per a Cordelia. Kyle mata Madison per negar-se a ressuscitar Zoe, i Spalding pren el seu cos. Com a nova Suprema, Cordelia decideix fer-se pública amb la presència del Coven. Myrtle insisteix a ser cremada a la foguera per fer mal al consistori. Centenars de noies es mostren fora de les portes mentre Cordelia nomena Queenie i Zoe membres del Consell i fa les paus amb la seva mare moribunda després d'heretar els seus poders i el títol de Suprem, marcant un nou començament en la història de l'Aquelarre. |              |                                        |                     |                            |                         |           |                       |